# Křivoklátsko
Křivoklátsko este o arie protejată (arie de protecție specială avifaunistică — SPA) din Republica Cehă întinsă pe o suprafață de 31.960,15 ha, integral pe uscat.

## Localizare
Centrul sitului Křivoklátsko este situat la coordonatele 50°01′26″N 13°52′33″E / 50.023889°N 13.875833°E.

## Înființare
Situl Křivoklátsko a fost declarat arie de protecție specială avifaunistică în decembrie 2004 pentru a proteja 8 specii de animale.

## Biodiversitate
Situată în ecoregiunea continentală, aria protejată nu include niciun habitat protejat.
La baza desemnării sitului se află mai multe specii protejate de  păsări (8): pescăruș albastru (Alcedo atthis), buha (Bubo bubo), ciocănitoarea de stejar (Dendrocopos medius), muscar-gulerat (Ficedula albicollis), muscar (Ficedula parva), ciuvică (Glaucidium passerinum), viespar (Pernis apivorus), ciocănitoare verzuie (Picus canus).